# Rudolf Schenker
Rudolf Schenker (Hildesheim, 31 agosto 1948) è un chitarrista tedesco.
È membro fondatore del gruppo heavy metal Scorpions.

## Biografia
Rudolf Schenker nasce nella cittadina tedesca di Hildesheim, non lontano da Hannover. Inizia a suonare la chitarra fin da giovane e, all'inizio, insegna al fratello minore Michael a suonare. Anche la sorella minore Barbara è una musicista, tastierista e fondatrice del gruppo rock Viva Nel 1965, a 17 anni, Rudolf fonda il gruppo con cui diverrà famoso: gli Scorpions. Arruolati nel 1969 il fratello come secondo chitarrista, Lothar Heimberg come bassista e Klaus Meine come cantante del gruppo, il gruppo debutta nel 1972 con l'album intitolato Lonesome Crow.
Il successo del gruppo di Schenker non tarda ad arrivare, e diviene in breve planetario. Rudolf Schenker è la chitarra ritmica del gruppo, ma gli assoli delle canzoni Still Loving You, Wind of Change, As Soon as the Good Times Roll, Through My Eyes e Big City Nights sono suoi, e non di Matthias Jabs. Nel 2009 ha pubblicato, scritto assieme al giornalista Lars Amend, un libro autobiografico intitolato Rock your life, libro aperto da una prefazione di Paulo Coelho.

## Strumentazione
Rudolf è solito suonare con Gibson Flying V e Dean V.
Nel DVD Acoustica Rudolf suona una chitarra acustica Flying V creata da Dommenget a sua misura.

## Discografia

### Scorpions
- 1972 – Lonesome Crow
- 1974 – Fly to the Rainbow
- 1975 – In Trance
- 1976 – Virgin Killer
- 1977 – Taken by Force
- 1979 – Lovedrive
- 1980 – Animal Magnetism
- 1982 – Blackout
- 1984 – Love at First Sting
- 1988 – Savage Amusement
- 1990 – Crazy World
- 1993 – Face the Heat
- 1996 – Pure Instinct
- 1999 – Eye II Eye

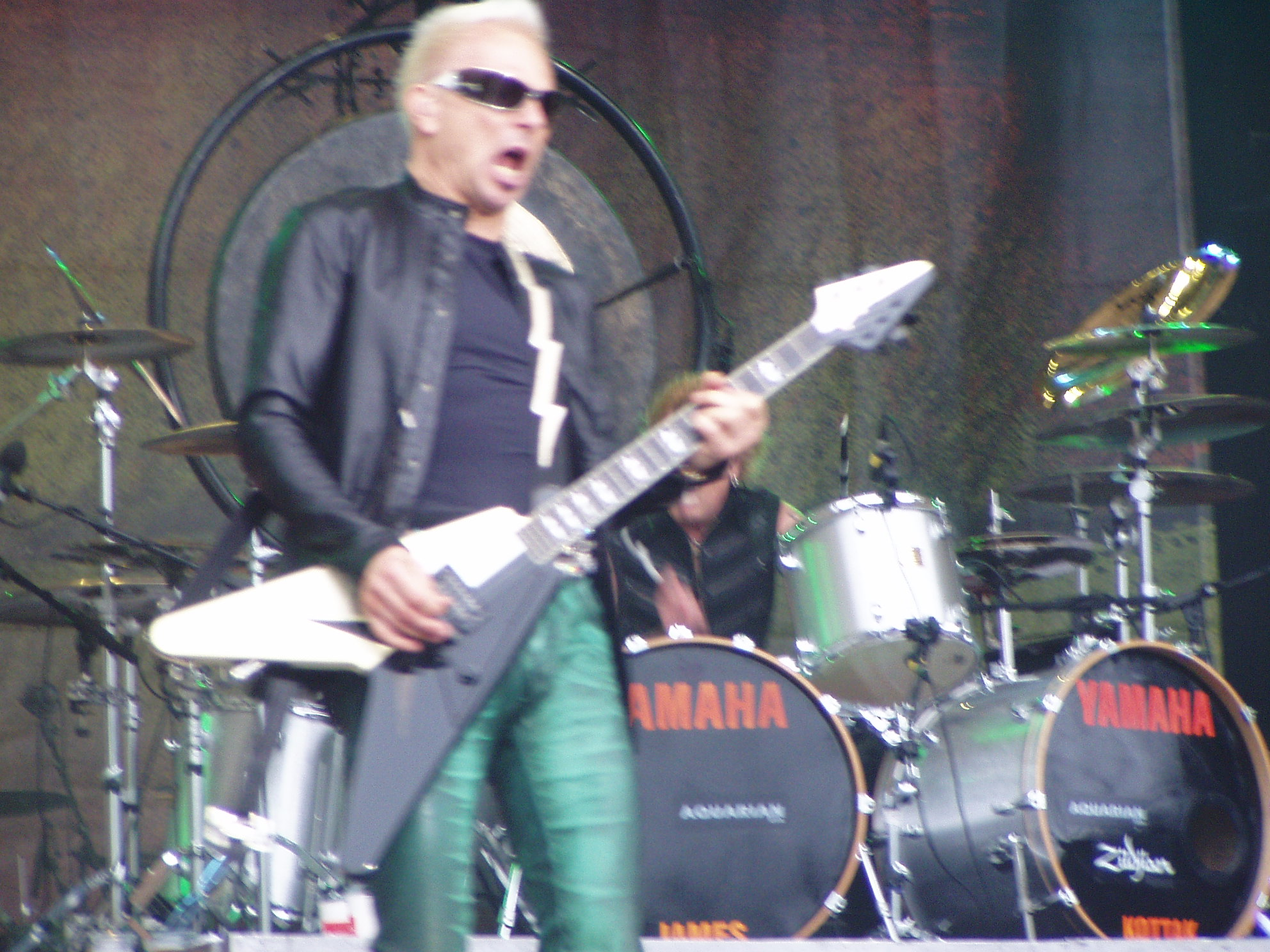
Rudolf Schenker al Gods of Metal 2007

- 2000 – Moment of Glory (con la Berlin Philharmonic Orchestra)
- 2001 – Acoustica
- 2004 – Unbreakable
- 2007 – Humanity: Hour I
- 2010 – Sting in the Tail
- 2015 – Return to Forever
- 2022 – Rock Believer